# Archipel Dampier
Pour les articles homonymes, voir Dampier.
L'archipel Dampier est un groupe d'îles situées au large de la ville de Dampier en Australie occidentale à l'ouest de la péninsule de Murujuga.
Le nom vient de William Dampier, un pirate et explorateur anglais qui visita la région en 1699.

## Nom des îles composant l'archipel
- Angel Island
- Bare Rock
- Brigadier Island
- Cohen Island
- Collier Rocks
- Conzinc Island
- Delambre Island
- Dolphin Island (en)
- Eaglehawk Island
- Enderby Island
- Elphick Nob
- Egret Island
- Gidley Island
- Goodwyn Island
- Haycock Island
- Huay Island
- Intercourse Island (en)
- East Intercourse Island (en)
- East Middle Intercourse Island (en)
- West Intercourse Island
- West Middle Intercourse Island
- Keast Island
- Kendrew Island
- Lady Nora Island
- Legendre Island
- East Lewis Island
- West Lewis Island
- Malus Islands
- Mawby Island
- Millers Rocks
- Mistaken Island (en)
- Nelson Rocks
- Rosemary Island (en)
- Tidepole Island
- Tozer Island
- Wilcox Island

## Archéologie

### Pétroglyphes
Les anciennes populations ont laissé de nombreux pétroglyphes. Les pétroglyphes sont difficiles à dater car on ne peut pas utiliser le carbone 14 puisque l’on taille la roche. Les premiers pétroglyphes de l’archipel sont estimés remontant à 50 000 ans. Il s’agit du lieu avec la plus grande concentration de pétroglyphes d’Australie. Ils permettent aux archéologues de retracer l’histoire des aborigènes d’Australie et également une meilleure compréhension du mode de vie des aborigènes. Ces pétroglyphes représentaient leur environnement. Il s’agit principalement d’animaux qui sont certains disparus à l’heure actuelle. Mais la particularité de ces animaux est que certains étaient terrestres et d’autres marins, ce qui a permis aux archéologues de comprendre l’évolution géographique de l’archipel et d’en déduire une hausse des eaux grâce à ces pétroglyphes. Mais les indigènes ne dessinaient pas seulement leur environnement, ils se servaient également de ceux-ci comme des « GPS » préhistoriques. Des schémas ont été déchiffrés et les archéologues pensent que c’était pour définir les lieux où se trouvaient les points d’eau douce. Il est prouvé que les nomades traversaient l’Australie pour s’abreuver car de nombreux pétroglyphes avec la même forme de visage ont été retrouvés à plusieurs endroits éparpillés en Australie. Un pétroglyphe sort de l’ordinaire car un bateau est gravé dans l’archipel de Dampier. Il représente le Mermaid qui accoste dans l’archipel au XIXe siècle. Comme le dit Ken Olvani dans l’émission enquête archéologique : « C’est pratiquement l’un des seuls pétroglyphes qui nous parle de la rencontre avec les Européens. »

### Archéologie sous-marine
Le 1er juillet 2020, un article publié dans la revue PLOS One annonce la découverte par une équipe internationale d'archéologues sous-marins de deux sites archéologiques sous-marins aborigènes d'Australie dans l'archipel, contenant environ 300 outils de pierre encore intacts. Les sites sont estimés à entre 6 000 et 125 000 ans, à une époque de la dernière ère glaciaire où la mer était plus basse de 80m et où les sites étaient donc situés sur la terre ferme. Il s'agit à la fois des deux premiers sites archéologiques sous-marins préhistoriques et aborigènes en Australie, et cette découverte ouvre de nombreuses possibilités pour l'archéologie sous-marine en Australie et en Asie du Sud basée sur la cartographie des terres émergées d’avant la fin de la période glaciaire, d'autant plus que les peuples préhistoriques de la zone vivaient majoritairement sur les côtes.